# Être-vers-la-mort
Pour des articles plus généraux, voir Dasein, Heidegger et la question de l'existence et Finitude.
L’« Être-vers-la-mort » (Sein zum Tode) est un concept « clef » de l'ouvrage majeur de Martin Heidegger, Être et Temps développé dans les § 46 à § 60. « Être-vers-la-mort » correspond à la traduction François Vezin de Sein zum Tode, l'autre traducteur Emmanuel Martineau ayant choisi l'expression « Être-pour-la mort » plus percutante mais aussi très contestable.
L'« Être-vers-la-mort », plus neutre, est préférable, car le syntagme « pour-la-mort », semble mettre en jeu une volonté et une fatalité qui sont totalement absentes de la pensée du philosophe et qui en dénature profondément le sens. À noter que Heidegger se plaint d'ailleurs de cette traduction, dans une lettre à Hannah Arendt, la qualifiant de grave erreur.
Conformément au thème général de son livre, la question que se pose Heidegger n'est pas directement une question sur la mort, sur l'événement du décès proprement dit, mais celle du « mourir » pour le Dasein. Heidegger ne manifeste aucun intérêt pour quelque chose comme un au-delà de la mort. Cette question va mettre en jeu pour le Dasein la question de son « pouvoir-être authentique » et de savoir si, et comment, la prise de conscience par l'homme de sa propre mort, de son « pouvoir-mourir », est de nature à lui permettre de se libérer de la puissance du On, du bon sens et de l'opinion générale, et à s'assumer authentiquement ; à être ce qu'il est, en « propre ».
L'« Être-vers-la-mort » est un concept « existential », formel, le dernier, le plus extrême, autrement dit, un mode d'être du Dasein, mis en évidence dans l'analytique existentiale d'Être et Temps. Le « pouvoir-mourir » qu'il implique est vécu par le Dasein quotidien, l'homme de tous les jours, comme une attente craintive de cette échéance indéterminée et chez le Dasein authentique comme un « pouvoir-être », voire un « devoir-être ».
Ce qui domine l'existence, pour Heidegger, c'est la préoccupation soucieuse, le souci pour « son être » « pour autant qu'il en vient toujours déjà jusqu'à soi » selon sa propre expression (Être et Temps SZ p. 325), qui se manifeste dans toutes les situations concrètes comme une «inquiétude » diffuse et souvent sans objet. Bien avant Être et Temps la mort est devenue dans l'œuvre d'Heidegger, le point de flexion entre les deux tendances dégagées de la vie facticielle, soit se perdre dans le monde, soit se ressaisir en tant que soi-même.

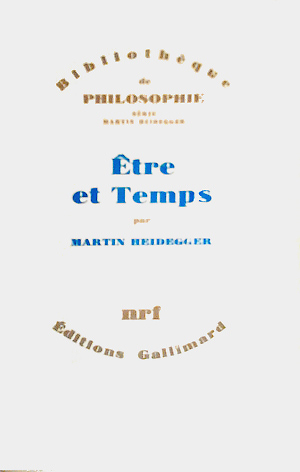
Être et Temps

## La mort écartée ou surmontée dans la quotidienneté duDasein

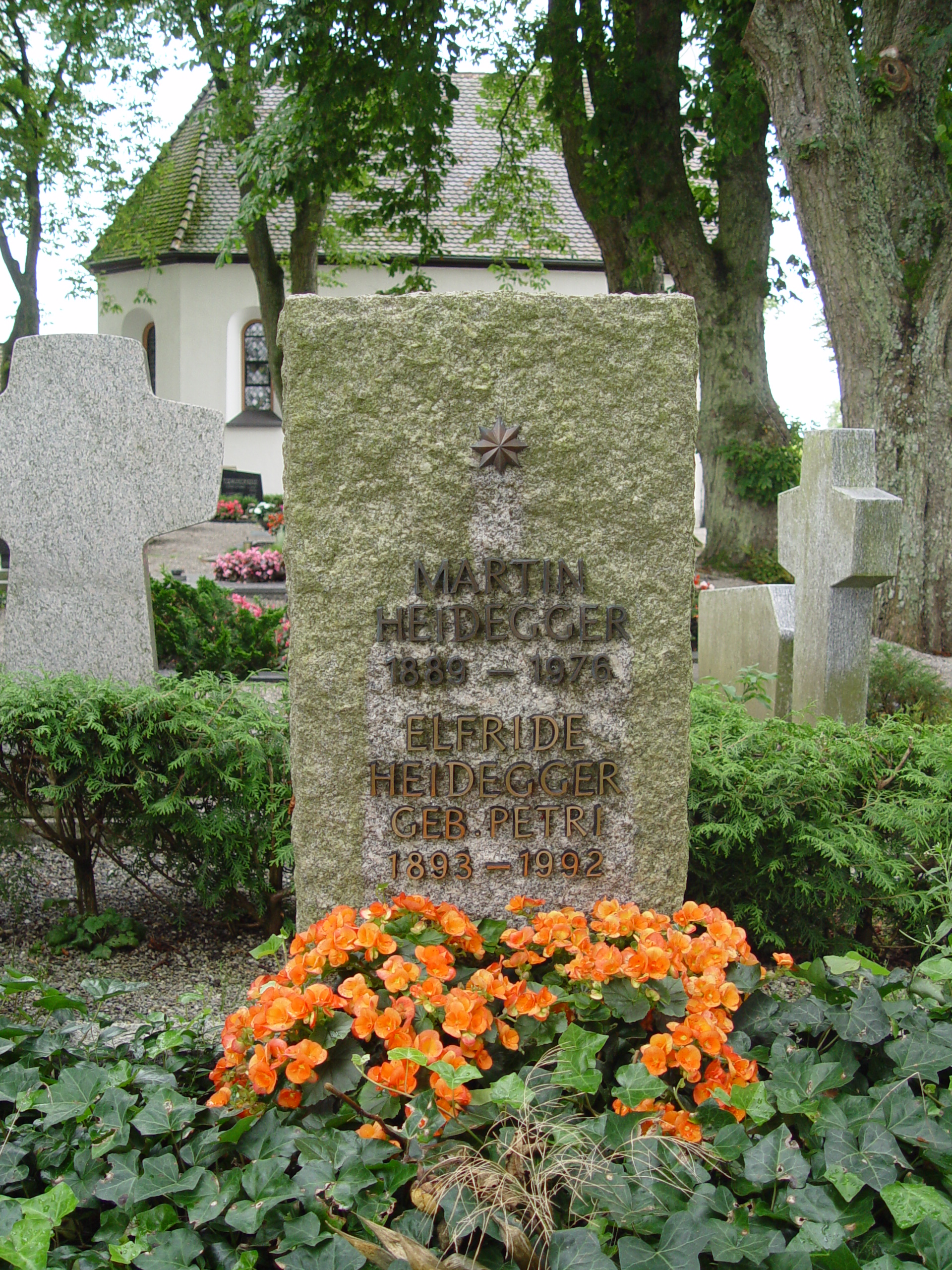
Tombe de Heidegger

Quelques annotations sur la conscience ordinaire de la mort relevées chez Jean Greisch :
Le premier trait caractéristique de l'attitude commune vis-à-vis de la mort est la fuite. L'attitude du « On » (de tout un chacun) devant la mort est faite d'évitement, elle ne vise qu'à la surmonter, l'oublier par des artifices religieux ou mondains (voir Mme de Guermantes devant l'annonce par Swann de sa mort prochaine). L'alignement sur le « On» a pour effet de déposséder le Dasein de sa propre mort. Parce que cet être face à la mort va être reconnu l'« être le plus propre » (le mode d'être qui lui appartient en propre) du Dasein, sa vérité, Heidegger va tirer la conclusion apparemment étrange que la fuite du Dasein devant la mort n'est en fait qu'une esquive de la vie.
La simple conscience de la mort comme un « ne-pas-encore » (Nocht-nich) d'un événement certain mais dans un futur indéterminé est à elle seule impuissante à mettre le Dasein sur le chemin de l'authenticité, on verra qu'il y faut le bouleversement que seule l'angoisse procure. Les fausses interprétations de la mort, qui résultent de l'application de schèmes physiques sont nombreuses : l'idée d'achèvement ou de mûrissement, les idées de passage, de disparition ou de fin ne donnent pas plus accès au concept « existential » de la mort, que les consolations d'une vie dans l'au-delà. C'est pourquoi, même avoir la mort constamment présente à l'esprit, ne donne aucune ouverture sur le sens fondamental « du mourir ».
La puissance de refoulement de la mort chez le Dasein quotidien affairé dans le « On » est telle, qu'elle arrive nous dit Critian Ciocan dans le train train journalier à supprimer ses deux traits fondamentaux à savoir le caractère « indéterminé » de l'événement et sa « certitude ».
La mort ne doit pas être recherchée à l'image du guerrier ou du martyre ; proposer un tel modèle, c'est enlever au Dasein la possibilité d'exister authentiquement, laquelle ne s'obtient que par le « devancement » dans l'angoisse de la mort, du fait que l'« être-vers-la-mort » est et reste essentiellement angoisse. C'est d'autant plus vrai que la conscience de la mort ne rend pas nécessairement, à elle seule, pour le Dasein immergé, le monde étranger et hostile, parfois la mort se trouve magnifiée dans le discours public ambiant, « On » est invité à jouir de la vie jusqu'à la veille de la quitter ; la mort comme fin de vie, comme décès quand le temps est venu peut se présenter telle une vision apaisante mais ceci n'est au fond qu'une fuite devant elle et vis-à-vis de son propre pouvoir mourir. Le sacrifice et le dépassement de soi présentent un type de mort que l'« être-là » peut prendre en charge et ne pas fuir (exemples = résistant, martyr) pour une cause qui le dépasse.
On sait toutefois que la perspective de la mort, même pour un Dasein actif dans le monde, a pour effet de relativiser tous les liens et tous les engagements construits au cours de l'existence et donc peut avoir, intellectuellement, un certain côté libérateur. Mais il s'agit là d'une réponse, nous dit Jean Greisch, qui ne vaut que sur le plan de l'existence inauthentique », qui telle quelle, est impuissante à donner accès à ce que Heidegger a en vue dans l'« être-vers-la-mort ».
Cette mort esquivée de la quotidienneté, même si elle n'annonce pas l'« être-vers-la-mort » que Heidegger a en vue, fait néanmoins connaître son triple caractère d'« indéterminabilité », d'« inéluctabilité » et de « mienneté » (nul ne peut mourir à ma place, « son mourir, tout Dasein doit nécessairement à chaque fois le prendre lui-même sur soi » écrit Jonathan Bergeron de l'Université de Québec qui suffisent à inspirer la crainte et à nourrir le tragique et l'inquiétude de la vie facticielle).
Citons pour conclure Emmanuel Levinas : « en mourant sa mort, le Dasein n'a aucun bilan à tirer, ses possibilités lui sont purement et simplement enlevées. »

## La mort assumée dans la conscience authentique
Heidegger constate que le Dasein, qui toujours esquive, ne se comporte jamais proprement (authentiquement) avec la mort et que tout au contraire c'est le sens même de cet être (être-en-vue de la mort, être-vers-la-fin, mortel), son « essence », que de se dissimuler, paragraphe 53 de Être et Temps (SZ p. 260).
Pour Heidegger la conscience authentique de la mort ne peut venir que de l'angoisse et en aucune façon d'une anticipation prévisionnelle, d'une représentation ou d'un acte volontaire et est moins encore le résultat d'un constat empirique au sujet de sa banalité et sa fatalité, en quoi il se distingue de Vladimir Jankélévitch. La conscience authentique est pour le Dasein réappropriation de son « devoir mourir ». La réappropriation de sa mort n'est possible qu'à travers le phénomène de l'angoisse qui révèle l'« être-vers-la-mort », comme modalité essentielle d'être du Dasein et rien d'autre, car comme le souligne Christian Sommer « la disposition affective qui dévoile par excellence la menace de la mort est l'angoisse comme disposition affective dans l'inquiétante étrangeté ». Levinas, le rappelle dans son livre La mort et le Temps, « L'être-livré-à-la-mort appartient toujours déjà à l'être-au-monde sans que le Dasein en ait une conscience expresse. Ce passé qui est déjà passé s'atteste dans l'angoisse ».
Heidegger insiste sur le caractère personnel de la mort dont l'expérience de la mort d'autrui ne peut en aucun cas nous donner l'idée. Jonathan Bergeron rapporte ces réflexions de Heidegger « Nous n'expérimentons pas véritablement le mourir des autres, tout au plus les y "assistons"-nous toujours et seulement. Ainsi, ce que nous expérimentons c'est la perte du proche, et non pour le Dasein qui nous est proche la perte de son « être », la perte du « là » ». Enfin Heidegger souligne l'impossibilité de la délégation, « personne ne peut déléguer un autre pour mourir à sa place » relève Jean Greisch.
Heidegger nous dit aussi que la mort, dans sa possibilité, est une « manière d’être » et pas seulement une conscience fugitive et tardive, modalité d'être que la « réalité humaine » assume dès qu’elle est : « Dès qu’un humain vient à la vie, déjà il est assez vieux pour mourir ». L'« être-en vue-de-la-mort » appartient de toujours à l'être humain.

### Qu'est ce que la relation authentique à la mort?
La relation « authentique » à la mort qui ne peut donc être dans le décès d'autrui, n'est pas une simple représentation, elle est un mouvement intime du Dasein vers sa possibilité la plus propre, « indépassable », Unüberholen  et cette possibilité dite « la plus propre » ne peut être paradoxalement que celle d'une « possibilité de l'impossibilité d'être », que manifeste le « pouvoir mourir » à tout instant. Devant la mort, le Dasein exposé à un isolement radical, comprend, selon la formule ramassée du §9 d'Être et Temps que son « essence réside dans son existence » et rien d'autre comme le développe Jean-François Marquet.
Dans le dévoilement de ce pouvoir-être, le Dasein se découvre sous l'angle de « sa possibilité la plus extrême », en laquelle résume Cristian Ciocan son « authenticité », son Eigentlichkeit se dévoile. Cette thèse établissant une connexion entre la mort et la totalité il s'agit de la comprendre en suivant l'interrogation de Heidegger reprise par Cristian Ciocan « comment un tel étant peut-il être connu dans son être avant d'être parvenu à sa fin ? ». La voie empruntée par Heidegger va consister à délaisser l'événement proprement dit de la mort pour privilégier sa « possibilité », certaine et indéterminée, possibilité qui va constituer la dimension fondamentale de l'« être-seulement-possible » qu'est devenu le Dasein à la pointe extrême de son être, débarrassé de tous ses oripeaux métaphysiques avec le travail de « déconstruction » entrepris dans Être et Temps.
Être pour une possibilité d'être suppose toujours une attente mais l'attente, dans ce cas particulier, n'est pas dirigée vers un futur, il n'y a aucun projet à l'horizon ; à l'attente se substitue un devancement ou accomplissement dans lequel le Dasein en vient à vivre littéralement sa mort comme annihilation absolue dans l'instant de toutes ses possibilités. « L'être-vers-la-mort est de la part du Dasein devancement  Vorlaufen dans un pouvoir-être dont le genre est lui-même la marche d'avance » (Être et Temps SZ p. 263).

### Comment comprendre cela?

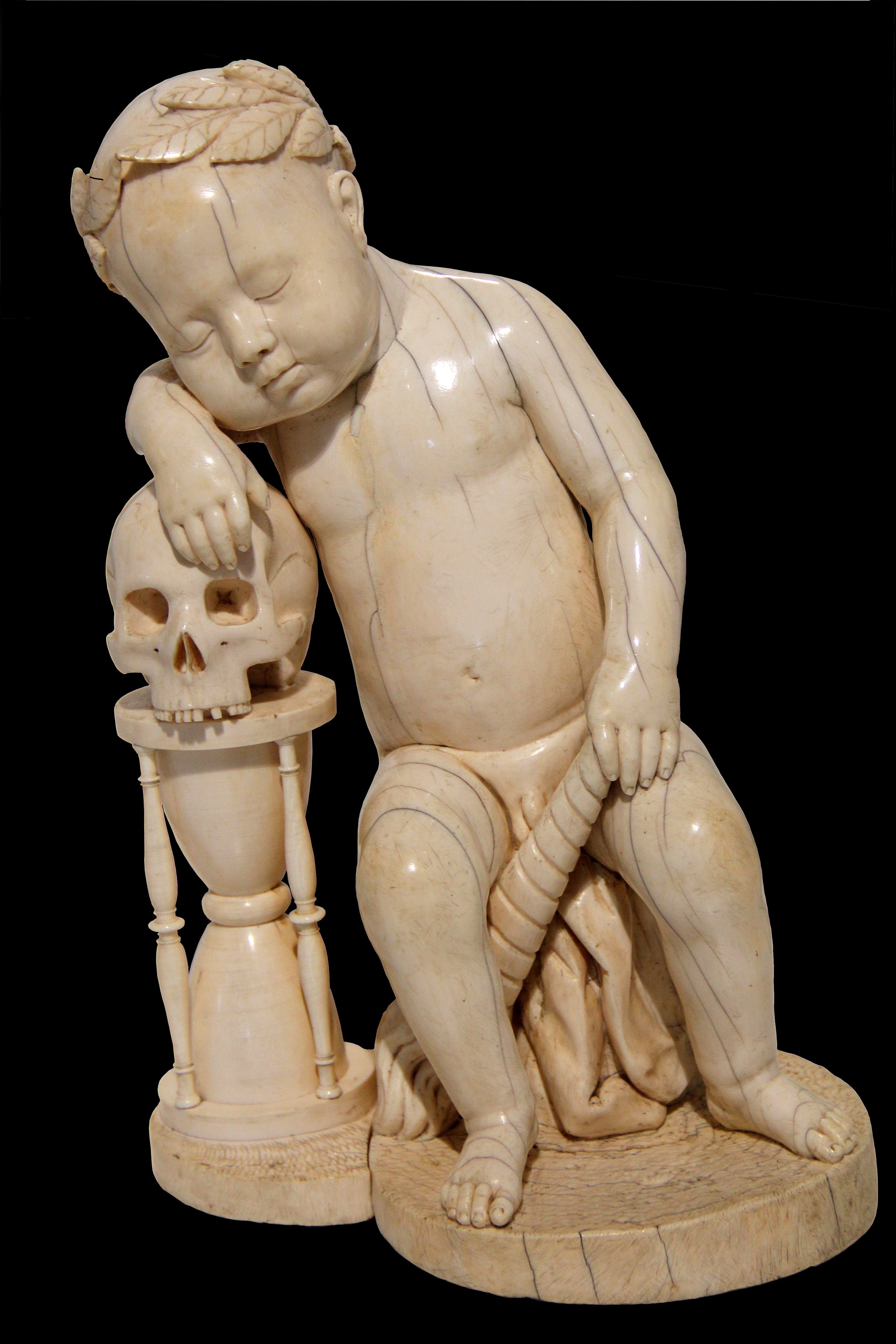
0 Le Temps à l'œuvre - MR 355 - Musée du Louvre (2)

Le phénomène d'anticipation de la mort devient d'après Critian Ciocan, dans l'analytique existentiale d' Être et Temps, « le véritable tournant de l'existence, le point de fuite à partir duquel le Dasein sera à même de se projeter vers son être authentique ». Ce mouvement du Dasein vers sa possibilité la plus « propre » soulève une première interrogation. En effet ne cache-t-il pas, malgré ce qu'en dit Heidegger, une « forme voilée d'anticipation ? » c'est la question que se pose Jean Greisch, pour conclure qu'il s'agit non d'une anticipation mais d'une forme particulière du « comprendre», qui ne se concrétise pas dans la fixation d'un sens ni dans une attente, mais dans une forme réflexive « d'un se-comprendre dans le pouvoir-être extrême qui se dévoile ».
Deuxièmement il ne suffit pas d'accepter l'idée, d' « être véritablement soi-même », d'un pouvoir-être soi authentique, dont la possibilité sera attestée par la « voix de la conscience » (SZ § 54-60), encore faut-il en explorer les conditions d'accès sachant la quantité d'« obstacles » qui se dressent sur ce chemin.
Heidegger a retenu de ses études récapitulées dans son cours sur la Phénoménologie de la vie religieuse une conception de l'eschatologie et donc de l'attente de la fin des temps qui s'écarte des eschatologies babylonienne, persane ou juive au sens où la relation chrétienne à l'eschatologie (la venue en présence du Christ), n'est pas l'attente d'un événement futur, mais l'éveil à « l'imminence de cette venue », rapporte Françoise Dastur. Si bien que le rapport à la Parousie n'est pas « être en attente de… » mais, « être présentement en éveil », ce qui manifeste la transformation du concept métaphysique d'attente d'un événement dans l'ordre du monde en un rapport d'accomplissement, Vollzugsinn, avec Dieu.
C'est cette sorte de prise de conscience intime du Dasein pour un événement majeur, inéluctable mais indéterminé quant à sa date, qui suppose un bouleversement complet de son mode d'être que Heidegger transpose et thématise dans son concept d' « être-vers-la-mort ». La mort n'est plus seulement anticipée mais « endurée » en tant que possibilité éminemment présente. Le Dasein n’a pas une fin où il cesse simplement, mais « il existe de manière finie » note Franz-Emmanuel Schürch .
Il faut néanmoins ici, faire place au doute de Michel Haar qui s'interroge « est-ce de la mort qu'il s'agit dans l'« être-vers-la-mort » ? », cette mort qui s'abstrait volontairement de toutes les contingences corporelles de la souffrance et de la déchéance physique.

### La mort comme possibilité de l'impossibilité
Avec la formule « la possibilité de l'impossibilité d'être » (comprendre la possibilité de ne pas être, la possibilité de ne pas pouvoir être), Heidegger pense atteindre le plein sens existential de la mort.
Dans ce concept, sont repris et absolutisés, les traits ordinaires de la conscience de la mort du Dasein quotidien: la certitude de mourir devient pour le Dasein authentique et isolé, une menace directe et constante venant du plus profond de son être, menace au-devant de laquelle, inquiet, le Dasein, se porte en se tenant toujours prêt et lucide dans la vérité du soi-même (rester auprès du monde mais ne pas se raconter d'histoire). Heidegger transpose ici la vision de Paul sur la « foncière indisponibilité de l'avenir ». Pour autant le devancement authentique de la mort ne coupe pas le Dasein du monde et de l'« être en compagnie », le Dasein « n'est proprement lui-même que dans la mesure où en tant qu'être préoccupé après... et être en souci mutuel pour... il se projette prioritairement sur son « pouvoir être le plus propre » et non sur la possibilité que lui offre le monde du On » (Être et Temps SZ p. 264). Le fait est, note Christian Sommer que la plupart du temps « dans l'affairement quotidien, la vie se verrouille elle-même contre le trait caractéristique qu'elle « est » (donc qu'elle pourrait ne pas être), en évitant toute confrontation ». C'est l'angoisse qui nous délivre de cette pression, qui nous fait passer d'emblée d'un mode d'être déchu à l'autre, au mode « authentique ». Une telle angoisse nous projette face au Néant devant lequel le plus intime de nous-même (l'essence de notre être) se trouve définitivement annihilée. Le Dasein promis au Néant, existe de façon finie. À travers la « conscience authentique de la mort, la « voix de la conscience » va être l'instrument qui va se charger de ramener l'existant perdu dans le « On » à son être même en l'invitant à s'assumer dans sa finitude radicale d'être sans fondement et sans lieu, c'est-à-dire dans sa vérité écrit Christian Dubois. Avec le mourir, le Dasein authentique comprend qu'à chaque instant, la vie a un sens et que la seule certitude qui lui reste c'est que ce sens ne sera jamais parachevé.
Au fur et à mesure de sa réflexion, Heidegger aiguise sa vision de la mort jusqu'à parler d'une sorte de coïncidence entre le Dasein et sa mort
(notamment dans sa conférence sur le concept de Temps 1924) comme le rappelle Cristian Ciocan. Si dans Être et Temps, l'« être-vers-la-mort », conserve encore le sens d'une limite, ce n'est plus à ce stade le cas, la dimension du possible, « ici et maintenant » (latin hic et nunc) l'emporte définitivement dans « l'être-déjà-révolu ».
Le Dasein authentique bascule du temps chronologique du destin, dans le temps kairologique de l'attente, du moment à saisir, d'un temps où il s'agit de ne pas se laisser surprendre.

## La mort comme condition de possibilité du Dasein
Heidegger se heurte à deux types de problèmes. Qu'en est-il de l'unité du Dasein s'il se rapporte de diverses façons à des mondes multiples ? Comment comprendre la cohésion de toute une vie entre naissance et mort ? Peut-on simplement postuler une succession ininterrompus de vécus psychiques qui s'enchaînent les uns après les autres pour former le moi ? D'autre part comme le note Françoise Dasturle fait que dans son existence le Dasein est toujours « en avance sur lui-même », qu'il est donc, en quelque sorte, incomplet et que « quelque chose restant pour lui constamment en attente » interdit de le connaître en son « être-entier » avant la fin. « le Dasein atteint son entièreté dans la mort alors qu'il ne peut manifestement pas l'expérimenter au moment de celle-ci ». Pour répondre à cette dispersion faut-il réintroduire le « Je », l'« ego », le « moi substantiel » de la métaphysique ? Par quel biais comprendre l'unité incontestable du Dasein sans l'identifier à la permanence d'un « Moi » ?
Heidegger développe une analytique existentiale de la mort qui va lui permettre de garantir tout à la fois l'authenticité, l'unité, l'entièreté et la certitude du Dasein . Le moyen ? substituer à la mort effective, « le devancement dans la possibilité » Vorlaufen in die Möglichkeit. Le simple fait d'avoir la mort devant soi tant sur le mode de la fuite que sous celui du souci est constitutif du caractère d'être de la facticité de la vie « la vie devient manifeste par elle-même. La mort donne une vue à la vie » écrit Christian Sommer.
À noter que le Dasein en « souci » qui se projette dans des modes divers vit cependant, toujours-déjà, dans une certaine entente de l'être, un horizon cohérent et unique de compréhension des choses mais aussi de lui-même à partir de quoi un monde propre se constitue dans quoi s'expriment les caractères fondamentaux de son être : le devancement, l'être-au-monde, l'être-avec, l'être-en-dette et le dévalement Être et Temps (§|50) (SZ p. 250). De cet horizon unique dépend la propre compréhension qu'il peut avoir de son unité et de sa singularité. Pour Heidegger, la mort est la seule puissance individualisante recevable, opinion qu'il justifie à partir de deux types d'arguments .

### La mort comme accès possible à l'être tout entier
Le fait que dans son existence le Dasein soit toujours « en avance sur lui-même », et par conséquent ressenti comme incomplet explique le souci de Heidegger de dégager les voies et les moyens d'accès à sa totalité qui conditionne son authenticité. Heidegger cherche d'abord (§|48) à déterminer, en partant de son sens courant polysémique, le sens existential de la notion de totalité Das Ganzheit (des Dasein). Pour Cristian Ciocan cette analyse « amène à la conclusion que la fin et la totalité du Dasein doivent être conçues d'une tout autre manière que la fin et la totalité des choses ». Cet interprète poursuit « si la mort n'est pas une limite inerte, quelque chose à la fin de la vie [], alors la totalité n'est plus quelque chose que l'on attend à la fin de la vie, mais elle est depuis toujours constituée par la mort dans l'être du Dasein ». Il y aurait par conséquent un contresens fondamental par exemple, à voir le Dasein authentique à l'image de « l'homo viator » chrétien en marche vers une perfection lointaine. L'expression heidegerrienne, réitérée dans Être et Temps, d'une entièreté recherchée de « l'être-là » du Dasein n'a pas peu contribué à cette erreur (voir le reproche d'Adorno sur ce sujet).

### La mort, une possibilité indépassable
Notre mort se révèle être pour le Dasein que nous sommes la possibilité (à être) la plus individuelle, irrelative et indépassable, l' Unabwendbares et à ce titre, cette mort nous forge et nous établit dans notre unicité et notre singularité. Ainsi note Servanne Jollivet c'est dans le projeter vers sa fin possible qui anéantit toute autre possibilité que le Dasein « découvre à contrario l'ouverture première qui rend possible toute présence au monde ». 

« Le Dasein dans son ipséité impliquée dans la mienneté n'est possible que comme mortel. « Une personne immortelle est contradictoire dans les termes » »

— Levinas, La mort et le Temps

« En vertu de cette imminence de ma mort, imminence que je suis moi-même, l'anticipation de soi, moment structurel du souci, trouve dans l'être rapporté à la mort sa concrétion la plus originale ; l'être rapporté à la fin est l'être-rapporté-à-la-mort comme possibilité extrême qui réduit radicalement l'être-là à son être le plus individuel et anéantit tous ses rapports avec autrui et avec le monde »

— Christian Sommer, Heidegger, Aristote, Luther
.
Christian Dubois précise que cette possibilité « irrelative » concerne la dissolution de tous les rapports à autrui et « notamment la possibilité de me comprendre à partir de possibilités puisées dans le On, elle me donne donc à comprendre à moi-même entièrement, elle me donne à assumer l'existence entière à partir de mon isolement ». Brisant tout rapport précise Heidegger(Être et Temps SZ p. 263) « le devancement de la mort réclame le   Dasein dans ce qu'il a d'unique ». Jean-François Marquet précise que cet isolement Vereinzelung n'est donc pas à penser au sens trop convenu « d'une solitude devant la mort mais d'une décision qui m'incombe et me laisse dans la possibilité de devancer ou d'éluder ». L'isolement angoissé qui anticipe la mort comme possibilité imminente libère le Dasein de toutes les contingences.
Heidegger va assimiler la possibilité de la mort en tant que possibilité la plus extrême à l'idée du « propre », c'est-à-dire, l'être que je suis et qui n'est à chaque fois qu'à moi et tel que personne ne peut l'être à ma place selon le commentaire de François Vezin. Mais comme le souligne Jean-François Marquet cet être « je ne le suis jamais en moi-même, car en moi-même c'est l'abîme ; je suis en fuite devant moi-même : je ne suis donc à chaque fois que la possibilité d'assumer ou de refuser mon être le plus propre »

### La mort comme fondement de toute certitude possible
Tout l'effort de Heidegger a consisté à établir la primauté du « Sum Moribundus ( je suis mortel) sur le Je cartésien ». Plus encore, dans l'esprit de Heidegger, dans le « Sum moribundus », c'est le moribundus qui donne au sum préalablement son sens, relève Michel Haar ; voilà un cogito qui apparaît comme étrange, inversé, mais qui se justifie parce que le « devoir mourir » pour le Dasein possède un degré de certitude plus élevé, que le « cogito ». L' « avoir-à-mourir » qui est la seule certitude fondamentale du Dasein est un authentique énoncé d'existence précise Jean-François Marquet alors que le « cogito sum » n'en est que l'apparence.
Alors que sur un plan purement existentiel, l'homme a, à se forcer pour devancer sa mort, il n'en est pas de même existentialement. C'est ainsi qu'il s'établit dans sa singularité propre, ce qui n'est possible que parce, dans le devancement de sa mort, le Dasein y a toujours existentialement « déjà été jeté ». Michel Haar parle d'un « vouloir s'ouvrir » jusqu'à la limite, jusqu'à la perte de soi, jusqu'à l'« abîme de la liberté » dans ce face à face avec le néant où même le « propre » est délaissé.
Ce devancement en tant qu'« avoir à être » appartient à la constitution même du Dasein, il n'y a pas à y voir l'effet d'une volonté qui se tournerait vers ses fins dernières ; une telle volonté ne pourrait conduire qu'à l' « être esseulé », c'est-à-dire, un être « quelque chose », déchu, bien en deçà de son essence originaire pour un Dasein qui doit pour exister comme pur « pouvoir-être », pure possibilité, comme « Oui » se trouver confronté, non à la mort, mais au « néant ».
Sur cette confrontation avec le néant, à noter cette remarque importante de Heidegger, comme quoi l'ouverture d'un monde dans « l'être-au-monde » présuppose la possibilité de son absence à savoir la possibilité du « néant », et donc il apparaît que cette « ouverture » du monde, comme structure constitutive du Dasein, « être-au monde », « n'est possible que lorsqu'elle est rapportée à une fermeture plus originelle qu'elle, une fermeture qui ne disparaît pas dans et avec l'ouverture, mais demeure au contraire sa source impérissable », comme le note Françoise Dastur, à savoir le néant toujours présent.
Le devancement de la mort dans la résolution authentique, découvre au Dasein la véritable nature du temps (voir Heidegger et la question du temps) : le temps est « Venue », venue en présence simultanée de l'avenir en « pro-jet », et de l'« être-été » (être ayant pris en charge son passé). La mort en tant que possibilité est d'autre part « présence » constante. Le Dasein devançant conjointement, avenir, passé et mort dans le même présent et « si je peux me rapporter de multiples manières au monde sans perdre mon identité, c'est parce que je peux assurer à partir du passé, en attente de mon présent, ma mort ».

### Mort individuelle et histoire commune
Paul Ricœur regrette expressément qu'il soit trop peu fait appel au Mitsein, l'être ensemble, dans Être et Temps. Dans le cadre de ses polémiques avec les « philosophes du sujet », Heidegger conteste que « l'historialité de la communauté  du peuple puisse se rassembler à partir de destins individuels ». Dans une note de bas de page Paul Ricœur dénonce le danger encouru par Heidegger qui s'étant borné à transférer les mêmes caractéristiques du destin individuel au plan collectif ouvre la voie à l'expression de catégories plus spécifiquement appropriées à l'être en commun : lutte, obéissance, combat, loyauté qui furent autant d'éléments de soutien à la propagande nazie.
Dans cette note Paul Ricœur incrimine plus directement le transfert souterrain (souterrain parce qu'il n'est pas reconnu), du thème de l'être-pour-la-mort à la sphère communautaire, « thème responsable d'une philosophie politique héroïque offerte à tous les mauvais usages ».